# Proteste in Moldavia del 2022
Le proteste in Moldavia del 2022 sono state una serie di proteste iniziate il 16 settembre 2022 nella capitale moldava Chișinău, le quali hanno lo scopo di richiedere le dimissioni del governo moldavo guidato dalla Presidente Maia Sandu, ritenuto pro-Occidente ed europeista. Tali proteste avvengono durante lo scoppio di una crisi energetica cha ha provocato un innalzamento dei prezzi del gas naturale e inflazione, parzialmente alimentata dall'invasione russa dell'Ucraina.
Le proteste sono state organizzate principalmente dal Partito Shor (anche noto come Movimento socio-politico "Uguaglianza"). lI partito, guidato dal leader Ilan Shor, ha una linea politica euroscettica e filo-russa, che ha l'obbiettivo di avvicinare la Moldavia alla Russia e di rendere il paese neutrale dagli interessi dell'Occidente, dagli Stati Uniti e dalla NATO.

## Antefatti
Le proteste sono iniziate il 18 settembre 2022 nella capitale della Moldavia, Chișinău, per chiedere le dimissioni del governo filo-occidentale del paese, tra l'aumento dei prezzi del gas naturale e l'inflazione, causata in parte dalla guerra in Ucraina.
Le proteste sono state organizzate principalmente dal partito filo-russo Șor. I funzionari statunitensi hanno accusato il partito di offrire pagamenti in contanti alle persone per partecipare alle proteste e di fornire il trasporto gratuito nella capitale per i partecipanti alle proteste, con fondi forniti da Ilan Shor, l'oligarca e leader del Partito Șor che era fuggito dalla Moldavia tra accuse di corruzione.

## Cronistoria

### 2022

#### Settembre
- Il 18 settembre 2022, circa 20 000 persone hanno partecipato alle proteste nella capitale Chișinău, richiedendo le dimissioni del governo Sandu, ritenuto troppo pro-Occidente.[5]
- Il 25 settembre 2022, i manifestanti hanno montato delle tende da campeggio di fronte al palazzo della Presidenza e del Parlamento della Moldavia.[14]

#### Ottobre
- 4 ottobre: l'Ispettorato generale di polizia della Moldavia ha reso noto che ha fatto richiesta presso il tribunale di Chișinău per sospendere tutte le manifestazioni organizzate dal Partito Shor per via di numerose violazioni di legge da parte dei manifestanti. Le autorità hanno comunque permesso lo svolgimento di dette manifestazioni.[14] Nel corso del mese sono state condotte anche attività di perquisizione degli uffici del Partito Shor, che hanno portato alla confisca di denaro in diverse valute, che secondo gli inquirenti sarebbe stato utilizzato per pagare i manifestanti.[14]
- 10 ottobre: le forze di polizia moldave hanno proceduto con la rimozione di più di 100 tende da campeggio montate dai manifestanti di fronte al palazzo della Presidenza e del Parlamento moldavo.[14]
- 13 ottobre: le autorità della Repubblica di Moldavia hanno deciso di bloccare qualsiasi manifestazione che blocchi strade, arterie di trasporti o impediscano l'accesso alle strade alle autorità pubbliche nel corso della settimana. Le manifestazioni sarebbero consentite solo nei fine settimana e per una durata massima di quattro ore.[14]
- 14 ottobre: diverse persone si sono radunate per protestare nel centro di Chișinău contro le misure adottate dalle autorità, cercando di montare nuovamente le tende precedentemente rimosse;[14] in seguito ad alcune piccole schermaglie, sarebbero state arrestate almeno 4 persone tra i manifestanti.
- 18 ottobre: il partito politico russo Movimento di Liberazione Nazionale ha avviato una campagna in Gagauzia per "riconoscere come illegale la dissoluzione dell'Unione sovietica e il ripristino dei confini dell'ex-Unione sovietica secondo i risultati della Seconda guerra mondiale."[15]
- 26 ottobre: il leader del Partito Shor, Ilan Shor, e l'ex-parlamentare  e leader del Partito democratica della Moldavia, Vladimir Plahotniuc, sono stati sanzionati dal Dipartimento del tesoro degli Stati Uniti d'America per corruzione, interferenza nei processi elettorali di un paese a favore delle posizioni della Federazione russa e per la loro associazione in generale con il governo della Federazione russa.[16]
- 30 ottobre: le autorità moldave hanno arrestato circa 80 manifestanti per che stavano partecipando alle manifestazioni sostenute dal Partito Shor con l'accusa di incitamento alla violenza. La maggior parte di questi manifestanti sono stati rilasciati dalla polizia il giorno stesso. Nel corso delle proteste, le forze di polizia avrebbero confiscato oggetti pericolosi dei manifestanti, tra i quali fuochi d'artificio illegali e asce.[14]

#### Novembre
- 6 novembre: oltre 50 000 sostenitori del Partito Shor hanno preso parte alla manifestazione nella capitale moldava di Chișinău per la 7ª settimana consecutiva, chiedendo ancora una volta le dimissioni del governo di Maia Sandu definito pro-Occidente e l'indizione di elezioni parlamentari anticipate.[17]
- 7 novembre: undici detenuti condannati all'ergastolo hanno annunciato l'inizio di uno sciopero della fame per protestare contro presunte
- 8 novembre: il governo della Moldavia ha annunciato di aver fatto richiesta alla Corte costituzionale moldava di avviare le procedure per la messa al bando del Partito Shor di Ilan Shor in Moldavia, con l'accusa di star promuovendo gli interessi di uno Stato estero e danneggiare l'indipendenza nazionale e la sua sovranità.[18] Il Dipartimento di Stato degli Stati Uniti d'America riferisce che la società civile moldava in tale occasione abbia espresso dubbi circa la possibilità che tali accuse possano essere sufficienti per un eventuale messa al bando del partito.[14]

## La questione transnistriana
Il governo della Transnistria, uno stato separatista non riconosciuto, un territorio de facto indipendente della Moldavia, ha chiesto numerose volte l'annessione alla Russia. La Transnistria è un territorio che si è separato dalla Moldavia per timore di una possibile unione con la Romania. Ciò ha scatenato la guerra in Transnistria del 1992, in cui la Transnistria sostenuta dalla Russia è riuscita a rimanere separata dalla Moldavia. Nonostante ciò, oggi la Transnistria è considerata parte della Moldavia con una certa autonomia.

## La questione linguistica
Nel marzo in Moldavia, tramite una legge, viene sostituita la lingua moldava, solo in Transnistria è in vigore dalla costituzione, con la lingua rumena.